# Альварес, Кристиан Дарио
Кристиан Дарио Альварес (исп. Cristian Darío Álvarez, 13 ноября 1985, Хенераль-Лагос) — аргентинский футболист, вратарь испанского клуба «Реал Сарагоса».

## Биография
Кристиан Альварес родился в Хенерале-Лагосе, департаменте Росарио (провинция Санта-Фе). Альварес играл в молодёжном составе «Росарио Сентраль», дебютировав в основном составе команды в матче Кубка Либертадорес 2006 против парагвайского Серро Портеньо 23 февраля 2006, закончившегося домашним поражением аргентинцев. Впоследствии он закрепился в основном составе «Росарио Сентраль», проведя 2 сезона в Примере.
В конце мая 2008 года Альварес подписал 5-годичный контракт с испанским клубом «Эспаньол». В составе каталонцев Альварес выходил в основном в матчах Кубка Испании, являясь дублёром камерунца Карлоса Камени. Во время его участия в Кубке африканских наций 2010 Альварес провёл в составе «Эспаньола» 4 полных матча в Ла Лиге 2009/10.
Альварес был выбран первым голкипером в «Эспаньоле» перед сезоном 2011/12 тренером Маурисио Почеттино, несмотря на то, что Камени оставался в команде.
В сезоне 2013/2014 выступал за «Сан-Лоренсо», однако в победном Кубке Либертадорес 2014 года не сыграл за основной состав ни одной минуты. С середины 2014 года выступал за мадридский «Райо Вальекано».

## Достижения
Сан Лоренсо
- Чемпионат Аргентины по футболу (1): Инисиаль 2013
- Обладатель Кубка Либертадорес (1): 2014